# Djoher Amhis-Ouksel
Pour les articles homonymes, voir Amhis.
Djoher Amhis-Ouksel (kabyle : Nna Ǧuher Amḥis-Uksil), née en 1928 à Beni Yenni dans la wilaya de Tizi Ouzou en Algérie française et morte le 5 juin 2025 à Alger, est une essayiste et femme de lettres algérienne d'expression française et tamazight (berbère),,.
Après une longue carrière à l'éducation, la formation et la transmission du savoir, elle prend sa retraite de l'enseignement en 1983 et se consacre pleinement à l'écriture.

## Biographie
Djoher Amhis-Ouksel est née en Algérie en 1928. Elle est admise en 1945 à l'École normale de Miliana, où elle exerce ensuite pendant dix ans comme professeure des écoles à Thénia, avant de devenir professeure de lettres au lycée de Médéa. Elle est nommée inspectrice de l'Éducation nationale en 1968, avant de revenir à l'enseignement de la littérature dans un lycée d'Alger[réf. souhaitée].
Depuis 1983, elle entreprend de proposer régulièrement une série d'ouvrages qu'elle appelle « lectures », dans laquelle elle parcourt successivement les romans de Mouloud Mammeri, Mohammed Dib, Mouloud Feraoun, Malek Ouary, Taos Amrouche, Abdelhamid Benhedouga, Tahar Djaout, Assia Djebar, et plus récemment Kateb Yacine. La plupart de ces livres ont paru chez Casbah éditions, dans la collection « Empreintes ». Le travail pédagogique de Djoher Amhis-Ouksel porte sur la présentation, l'étude et l'analyse des ouvrages des auteurs algériens dans l'intention d'aider la jeunesse à entrer dans la littérature algérienne avec une stratégie éducative qui favorise la pratique de la lecture par le plaisir et non par la contrainte[réf. souhaitée].
Son œuvre est tout entière guidée par le souci de transmettre aux jeunes générations la connaissance et le goût des principales œuvres du patrimoine littéraire algérien. Elle est récipiendaire de deux prix : Prix Mahfoud-Boucebci 2012 et Prix de la fondation Nedjma 2013. En hommage à son exceptionnel parcours, un film documentaire intitulé Djoher Amhis, une femme d'exception est réalisé par M'hamed Amrouche et écrit par Malek Amrouche,. Une part importante du travail de Djoher Amhis-Ouksel s’attache à faire connaître la poésie kabyle (berbère) et la littérature berbère en général.
Son ouvrage Le Chant de la sitelle, paru en 2012, est une autobiographie entrecoupée de poèmes, ainsi qu'un hommage à ses racines berbères.
Djoher Amhis-Ouksel meurt le 5 juin 2025 à Alger.

### Famille
Elle est aussi la grand-mère de la physicienne Yasmine Amhis.

## Œuvres
- Le Prix de l'honneur. Une lecture de «  Le Grain dans la meule » de Malek Ouary. Alger : Casbah éditions, 2007
- D'une rive à l'autre. Une lecture de « La Terre et le Sang » et « Les Chemins qui montent » de Mouloud Feraoun. Alger : Casbah éditions, 2009
- Taâssast. Une lecture de « La Colline oubliée » de Mouloud Mammeri. Alger : Casbah éditions, 2011[13]
- La Voie des ancêtres. Une lecture de « Sommeil du Juste » de Mouloud Mammeri. Alger : Casbah éditions, 2012
- Dar Sbitar. Une lecture de « La Grande Maison » de Mohammed Dib. Alger : Casbah éditions, 2012
- Le Chant de la sitelle. Espace livre, 2012
- L'Exil et la Mémoire. Une lecture des romans de Taos Amrouche. Alger : Casbah éditions, 2013
- Benhadouga, la vérité, le rêve, l'espérance. Alger : Casbah éditions, 2013
- Tahar Djaout, ce tisseur de lumière. Alger : Casbah éditions, 2013
- Mimouni, l'écrivain témoin et conscience. Alger : Casbah, 2015
- Assia Djebar, une figure de l'aube. Alger : Casbah éditions, 2016

## Distinctions
- Prix Mahfoud-Boucebci 2012, pour l'ensemble de sa carrière littéraire et en reconnaissance de son action auprès de la jeunesse[14].
- Prix de la fondation Nedjma 2013 (avec six autres autrices : Inam Bioud, Maïssa Bey, Rabia Djelti, Leïla Hamoutène, Fatima Bakhaï et Hadjer Kouidri)[15].